# نرم‌افزار وب‌نوشت
نرم‌افزار وب‌نوشت نرم‌افزاری است که امکان ارائه و ساخت وب‌نوشت (وبلاگ) را در اختیار کاربران می‌گذارد. این نرم‌افزار نوع خاصی از سامانه مدیریت محتوا محسوب می‌شود که به طور خاص با هدف ایجاد، مدیریت و انتشار وب‌نوشت‌ها و نظرات کاربران راجع به این نوشته‌ها طراحی شده است.

## نرم‌افزارهای رایج
بر اساس داده‌های منتشر شده توسط تکنوراتی، وردپرس رایج‌ترین نرم‌افزار وب‌نوشت بین وب‌نوشت‌های دارای بالاترین رده است. رتبه یک این فهرست هافینگتون پست است که از مووبل تایپ استفاده می‌کند اما بیشی از نیمی از رتبه‌های بعدی تا رتبهٔ بیستم از وردپرس استفاده می‌کنند.